# Los Marziano
Los Marziano es una película argentina de 2011 dirigida por Ana Katz, producida por K&S Films (Kramer & Sigman) y protagonizada por Guillermo Francella, Arturo Puig, Mercedes Morán y Rita Cortese.

## Sinopsis
Los Marziano reconstruye la oportunidad de un reencuentro entre dos hermanos tras un largo período de distanciamiento.

## Reparto
- Guillermo Francella - Juan Marziano
- Arturo Puig - Luis Marziano
- Mercedes Morán - Nena
- Rita Cortese - Delfina Marziano
- Daniel Hendler - Francisco Peirú
- Julieta Zylberberg - Natalia
- Raquel Bank - Raquel
- Cristina Alberó - Mabel
- Marcos Montes - Gustavo

## Recepción
Algunos críticos opinaron que se trata de un relato que trabaja con mediocres resultados -y aparentando ser una comedia- el universo de las relaciones familiares. No fue un éxito de taquilla.